# Christapor Mikaelian
Pour les articles homonymes, voir Mikaelian.
Christapor Mikaelian (en arménien Քրիստափոր Միքայէլեան (Kristapor Mikayelian) ; Agoulis, 18 octobre 1859 - Bulgarie, 1er mars 1905) ou, selon ses noms de guerre Hellen (Էլլէն), Topal (Թոփալ) et Edward (Էդուարդ) est un révolutionnaire arménien de la fin du XIXe siècle. Il joue un rôle de premier plan dans le mouvement de libération nationale arménien.
Né dans le Nakhitchevan, il devient enseignant et s'efforce d'éduquer les travailleurs migrants d'Arménie occidentale. Au milieu des années 1880, après que l'Empire russe a décrété la fermeture des écoles paroissiales en Arménie, il s'engage dans l'activisme révolutionnaire. Il s'installe à Moscou et rejoint la Narodnaïa Volia, où il rencontre Stepan Zorian et Simon Zavarian. Ces rencontres, ainsi que les idées du groupe, le conduisent à adhérer au socialisme révolutionnaire et au bakouninisme. De retour dans le Caucase, il fonde l'organisation révolutionnaire Jeune Arménie et commence à organiser des actions armées contre l'Empire ottoman. Puis, à Tbilissi en 1890, avec Zorian et Zavarian, Mikaelian fonde la Fédération révolutionnaire arménienne (FRA), dont il devient une figure de proue.
Dans les années 1890, il édite le journal de la FRA, Droshak (en), et organise plusieurs actions, dont l'expédition de Khanassor (en) en 1897. Il s'installe ensuite à Genève, où il organise le Bureau occidental de la FRA, cherchant à obtenir le soutien d’arménophiles occidentaux, notamment des anarchistes français et italiens. Mikaelian soutient et aide à organiser la prise de la Banque ottomane avant de prendre la tête d’une opération visant à imposer une « taxe révolutionnaire » à la bourgeoisie arménienne pour financer les activités de la FRA.
Cette opération permet à la FRA de s'enrichir et d'avoir assez de moyens pour envisager, sous l'influence de Mikaelian, d’assassiner le sultan ottoman Abdülhamid II en rétribution des massacres hamidiens (1894-1896), une série de massacres causant entre 100 000 et 300 000 victimes arméniennes. Mikaelian lance l'opération Nejuik avec des révolutionnaires de la FRA, comme Sophie Arechian et des anarchistes européens, comme Anna Nellens ou Edward Joris. Mikaelian, cependant, ne voit jamais son plan aboutir, car il est tué dans une explosion accidentelle alors qu’il teste des explosifs en Bulgarie.
L'opération Nejuik échoue complètement, après un attentat causant la mort de 21 personnes, 58 blessés, et ne parvenant pas à toucher sa cible, Abdülhamid II. Cet échec et sa mort entraînent une perte de soutien occidental pour la FRA et provoquent une crise au sein de sa direction. La FRA parvient finalement à obtenir l’indépendance d’une République arménienne, où Mikaelian acquiert le statut de martyr révolutionnaire.

## Biographie

### Jeunesse et activisme
Christapor Mikaelian naît en 1859 dans le village arménien d'Agoulis, situé dans le Nakhitchevan,. Ses parents meurent alors qu’il n’a que 10 ans, le laissant orphelin. En 1870, il s’inscrit à l’école normale de Tbilissi, dont il sort diplômé en 1880. Au début des années 1880, il enseigne aux travailleurs migrants d’Arménie occidentale à lire et écrire en arménien, tout en leur apprenant à manier les armes,. Dès 1884, il prend la direction d’un groupe arménien ouvrier à Tbilissi. La même année, un oukase du gouvernement impérial russe ordonne la fermeture de toutes les écoles paroissiales en Arménie. Mikaelian proteste contre cette décision en imprimant et distribuant des brochures anti-tsaristes,.
Privé de travail comme enseignant, il s’installe à Moscou en 1885 et s’inscrit à l’Institut agronomique,. Là, il rejoint l’organisation révolutionnaire Narodnaïa Volia,,,, où il rencontre Simon Zavarian et Stepan Zorian. À cette époque, il adopte également la cause du socialisme révolutionnaire, qui guide sa vision d'une libération arménienne possible à atteindre par la lutte armée. Mikaelian suit aussi la philosophie anarchiste de Mikhaïl Bakounine, prônant l’action directe et la décentralisation, des principes qu’il suit tout le long de sa vie.

### Fondation de la FRA
Après l’effondrement de la Narodnaïa Volia dans les années 1880, de nombreux étudiants arméniens en Russie commencent à retourner dans le Caucase, où ils publient et distribuent des écrits socialistes révolutionnaires. Mikaelian abandonne l’université en 1887 pour retourner dans le Caucase et initier une campagne révolutionnaire,. Cette même année, il tente de lancer un journal révolutionnaire avec Stepan Zorian, mais les coûts élevés de fonctionnement rendent l’entreprise impossible, malgré le soutien de la Presse russe libre (en). Dans les années suivantes, il enseigne brièvement à Tbilissi et dans son village natal d’Agoulis.
En 1889, Mikaelian fonde l’organisation révolutionnaire Jeune Arménie (Երիտասարդ Հայաստան (Yeritasard Hayastan)), destinée à mener des attaques en Arménie ottomane, dans le but de déclencher une révolution armée contre l’Empire ottoman,,. À Tbilissi, d’autres groupes révolutionnaires arméniens, aux idéologies diverses – nationalisme, libéralisme ou marxisme – se rassemblent également. En insistant sur leur engagement commun pour la libération des Arméniens dans l’Empire ottoman par la lutte révolutionnaire, Mikaelian, Zavarian et Zorian parviennent à unir ces groupes disparates en une seule organisation, établissant la Fédération révolutionnaire arménienne (FRA) à l’été 1890,,,.

### Direction de la FRA
La FRA publie un manifeste appelant les Arméniens à agir pour la libération de leurs compatriotes dans l’Empire ottoman. À Tbilissi, Mikaelian et Zavarian forment le comité central de l’organisation, chargé de coordonner le mouvement révolutionnaire, et commencent à publier le journal Droshak (en),. L'une des premières difficultés qui se pose à eux est le besoin d'apaiser les tensions entre les marxistes du Parti social-démocrate Hentchak et les anti-socialistes ayant rejoint la FRA. Mikaelian et Zavarian adoptent une terminologie reconnaissant les objectifs du mouvement ouvrier tout en évitant les références explicites au "socialisme", une stratégie qui, temporairement, satisfait les deux camps. Cependant, en 1891, le Hentchak, estimant que les socialistes comme Mikaelian et Zavarian ont perdu leur influence face aux anti-socialistes, rompt finalement avec la FRA.
L’année suivante, Mikaelian et Zavarian sont arrêtés et exilés en Bessarabie, ce qui provoque l’effondrement du comité central. Stepan Zorian reprend alors les responsabilités d’organisation et entreprend de décentraliser la structure de la FRA. Mikaelian parvient à s’enfuir, passe en Roumanie et s’installe à Galați, où il édite Droshak,. En février 1892, il publie le troisième numéro du journal avant que les bureaux de publication ne soient transférés à Genève. Peu après, Mikaelian et Zavarian retournent à Tbilissi, où ils mettent en place un bureau politique chargé de coordonner le mouvement révolutionnaire au sein de la nouvelle structure décentralisée du parti. Ce bureau envoie des agents sur le terrain en Arménie ottomane, coordonne les comités régionaux, distribue des fonds et supervise la mise en œuvre des décisions des congrès du parti.
Lors du premier congrès de la FRA en 1892, le programme politique du mouvement, rédigé en partie par Mikaelian et Zavarian est adopté. Ce programme appelle à la libération de l’Arménie ottomane par une insurrection et à l’établissement d’une démocratie sociale ; il préconise des actions de propagande par le fait, d’éducation et de lutte armée, y compris des sabotages et des assassinats, contre l’Empire ottoman. Il y défend aussi la décentralisation de la structure du parti pour former un réseau dynamique d’organisations autonomes.
Au cours des années suivantes, Mikaelian participe activement aux activités de la FRA dans le Caucase. Après avoir été emprisonné pendant six mois en 1895, il organise l’expédition de Khanassor (en) en 1897, avant de repartir en exil à Genève en 1898. Lors du deuxième congrès de la FRA en 1898, l’organisation confirme sa structure décentralisée en créant un bureau occidental à Genève, chargé de travailler en parallèle avec le bureau oriental de Tbilissi. Les bureaux sont élus par les congrès de la FRA et leur rendent des comptes. Mikaelian est élu au bureau de Genève, où il siège aux côtés de Stepan Zorian, Armen Garo, Archag Vramian et Smpad Khachadourian.
La même année, Mikaelian devient rédacteur en chef de Droshak,. À ce poste, il rassemble plusieurs journalistes et écrivains arméniens, dont Avetis Aharonian, Avetik Issahakian, Khachatour Maloumian et Sarkis Minassian. Il obtient également des contributions de sympathisants étrangers, notamment les Italiens Amilcare Cipriani et Ricciotti Garibaldi, ainsi que les Français Francis de Pressensé, Urbain Gohier et Pierre Quillard. Mikaelian supervise également la création de la revue Pro Armenia, éditée par Quillard, qui demande de l'aide au public européen pour la population arménienne,. Financée par le bureau de Genève, Pro Armenia publie deux numéros par mois jusqu’en octobre 1908 et est largement lue par des figures influentes en Europe.
À travers le bureau de Genève, Mikaelian parvient à obtenir un soutien important pour le mouvement de libération nationale arménien en Europe, mobilisant les arménophiles et menant des campagnes de propagande en faveur d’autres minorités nationales de l’Empire ottoman, notamment les Macédoniens. Il établit également un fort rapprochement avec les anarchistes européens, partageant leur antiétatisme, leur internationalisme socialiste et leur désir d’abolir les frontières. Mikaelian quitte son poste de rédacteur en chef de Droshak en 1903, remplacé par Sarkis Minassian.

### Opération Nejuik
Mikaelian et la FRA se radicalisent progressivement en réaction à Abdülhamid II et à ses politiques centralisatrices et coloniales, matérialisées dans la création du corps des Hamidiés - qui a en charge de contrôler l'Anatolie orientale et s'implique dans de nombreux massacres visant les Arméniens. Les massacres sous le règne d'Abdülhamid II culminent dans les massacres hamidiens (1894-1896) qui tuent entre 100 000 et 300 000 Arméniens.
Dès 1896, la direction de la FRA envisage d'assassiner le sultan. Cependant, en 1896, Zavarian s'oppose à un tel choix, en soutenant que cela impacterait les Arméniens. La raison de ce refus pourrait être différente de celle soutenue officiellement, la FRA manque tout simplement de moyens financiers pour entreprendre un tel projet. En avril 1901, le bureau occidental de la FRA commence à planifier l’assassinat du sultan. Pour financer une telle action, Mikaelian prend la direction de l’opération Potorig, qui impose une « taxe révolutionnaire » aux capitalistes arméniens, récoltant un total de 432 500 francs,,.
En mars 1904, Mikaelian participe au troisième congrès de la FRA dans la capitale bulgare, Sofia, où il est décidé de remplacer le comité central de Constantinople par un groupe appelé le « Comité démonstratif » (en arménien Ցուցադրական մարմին (Ts’uts’adrakan Marmin)), chargé d’organiser des manifestations politiques en soutien à la révolte de Sassoun de 1904 (en). Mikaelian est lui-même élu au sein de ce corps démonstratif, aux côtés de Martiros Margarian, Touman Tumian, Sev Ashod et Hovnan Tavtian. Ils commencent à imprimer de la littérature révolutionnaire à distribuer, tout en important et collectant clandestinement des explosifs.